# 飾帶梳鈎鯰
飾帶梳鈎鯰，為輻鰭魚綱鯰形目甲鯰科梳鈎鯰屬的其中一種，為熱帶淡水魚，分布於南美洲亞馬遜河中下游流域，體長可達14公分，棲息在底層水域，屬夜行性，以藻類及植物為食，生活習性不明，可做為觀賞魚。

## 扩展阅读
維基物種上的相關：飾帶梳鈎鯰